# Modena Volley 2015-2016
Questa voce raccoglie le informazioni riguardanti il Modena Volley nelle competizioni ufficiali della stagione 2015-2016.

## Stagione
La stagione 2015-16 è per il Modena Volley, sponsorizzato dalla DHL, la quarantottesima consecutiva in Serie A1; viene confermato sia l'allenatore, Angelo Lorenzetti, che buona parte della rosa come Bruno de Rezende, Nemanja Petrić, Salvatore Rossini, Earvin N'Gapeth, Matteo Piano e Luca Vettori: il mercato in entrata si limita agli acquisti di Elia Bossi, Miloš Nikić, Lucas Saatkamp e Thiago Sens, quest'ultimo arrivato a stagione in corso, mentre quello in uscita vede le partenze di Dante Boninfante, Uroš Kovačević, Andrea Sala, Pieter Verhees e Yūki Ishikawa.
La stagione si apre con la partecipazione alla Supercoppa italiana a cui il Modena Volley è qualificato grazie alla vittoria della Coppa Italia 2014-15: la gara viene vinta dagli emiliani, che si aggiudicano il trofeo per la seconda volta, con il punteggio di 3-2, superando la Trentino Volley, la qual partecipava in quanto vincitrice dello scudetto 2014-15.
Il campionato inizia con sei vittorie consecutive: la prima sconfitta arriva alla settima giornata, per 3-2, ad opera dalla Trentino Volley; nel resto del girone di andata ottiene solamente successi, chiudendo al primo posto in classifica e qualificandosi per la Coppa Italia. Il girone di ritorno rispecchia quello di andata: la squadra infatti vince tutte le gare eccetto quella contro il club di Trento, a cui si aggiungono le sconfitte subite dall'Associazione Sportiva Volley Lube, alla diciannovesima giornata, e quella dalla Pallavolo Padova, all'ultima di regular season. Grazie al secondo posto in classifica, il Modena Volley partecipa ai play-off scudetto: nei quarti di finale ha la meglio sulla Pallavolo Padova, dopo aver vinto gara 1, perso gara 2 e aggiudicandosi le due successive; in semifinale invece supera la Trentino Volley, nonostante la sconfitta in gara 3. L'atto finale del campionato vede la sfida contro la Sir Safety Perugia: dopo il successo in gara 1 per 3-0, gli emiliani si aggiudicano anche gara 2 e 3, entrambe con il risultato di 3-2, ritornando alla vittoria dello scudetto, il dodicesimo, dopo quattordici anni.
Grazie al primo posto al termine del girone di andata della Serie A1 2015-16 la squadra di Modena partecipa alla Coppa Italia: si qualifica alla Final Four di Assago dopo aver battuto nei quarti di finale, sia nella gara di andata che in quella di ritorno, il Volley Milano; in semifinale supera per 3-1 la Sir Safety Umbria Volley, mentre in finale batte 3-0 la Trentino Volley, vincendo il trofeo per la dodicesima volta, la seconda consecutiva.
Grazie al secondo posto in regular season e al raggiungimento della finale scudetto durante la Serie A1 2014-15, il Volley Modena ottiene la qualificazione alla Champions League 2015-16: con cinque vittorie all'attivo e una sola sconfitta supera la fase a gironi con il primo posto nel proprio raggruppamento. Viene però eliminata dalla competizione nei play-off a 12 a causa di un peggiore quoziente set, dopo aver perso la gara di andata per 3-0 e vinto quella di ritorno per 3-2 contro l'Halk Bankası Spor Kulübü.

## Organigramma societario
Area direttiva
- Presidente: Catia Pedrini
- Segreteria generale: Luca Rigolon

Area organizzativa
- Direttore sportivo: Andrea Sartoretti

Area tecnica
- Allenatore: Angelo Lorenzetti
- Allenatore in seconda: Lorenzo Tubertini
- Scout man: Roberto Ciamarra
- Responsabile settore giovanile: Andrea Ninnini, Giulio Salvioli

Area comunicazione
- Addetto stampa: Gian Paolo Maini

Area marketing
- Responsabile marketing: Giacomo Berti, Enrico Bertoni
- Ufficio eventi: Elena Baschieri
- Area commerciale: Giuseppe Goldoni, Andrea Parenti

Area sanitaria
- Medico: Michel Sabbagh, Lorenzo Segre, Raffaele Zoboli
- Preparatore atletico: Giulio Bortolamasi, Alberto Di Maio
- Fisioterapista: Giovanni Adamo
- Osteopata: Corrado Pizzarotti

## Rosa
| N° | Nome                | Ruolo | Data di nascita   | Nazionalità sportiva |
| -- | ------------------- | ----- | ----------------- | -------------------- |
| 1  | Bruno de Rezende    | P     | 2 luglio 1986     | Brasile              |
| 2  | Fabio Donadio       | L     | 30 aprile 1988    | Italia               |
| 4  | Nemanja Petrić      | S     | 28 luglio 1987    | Serbia               |
| 5  | Pietro Soli         | P     | 6 febbraio 1994   | Italia               |
| 6  | Alberto Casadei     | S/O   | 15 settembre 1984 | Italia               |
| 7  | Salvatore Rossini   | L     | 13 luglio 1986    | Italia               |
| 8  | Luca Sartoretti     | S     | 20 novembre 1995  | Italia               |
| 9  | Earvin N'Gapeth     | S     | 12 febbraio 1991  | Francia              |
| 10 | Miloš Nikić         | S     | 31 marzo 1986     | Serbia               |
| 11 | Matteo Piano        | C     | 24 ottobre 1990   | Italia               |
| 12 | Elia Bossi          | C     | 15 agosto 1994    | Italia               |
| 13 | Roberto Pinali      | S     | 28 gennaio 1995   | Italia               |
| 14 | Samuel Onwuelo      | S     | 18 aprile 1997    | Italia               |
| 15 | Thiago Sens         | S     | 2 luglio 1985     | Brasile              |
| 16 | Lucas Saatkamp      | C     | 6 marzo 1986      | Brasile              |
| 17 | Luca Vettori        | S/O   | 26 aprile 1991    | Italia               |
| 18 | Nicholas Sighinolfi | C     | 11 agosto 1994    | Italia               |

## Mercato
| Acquisti | Acquisti       | Acquisti        | Acquisti   |
| R.       | Nome           | da              | Modalità   |
| -------- | -------------- | --------------- | ---------- |
| C        | Elia Bossi     | Molfetta        | definitivo |
| S        | Miloš Nikić    | Gubernija       | definitivo |
| S        | Roberto Pinali | Zinella Bologna | definitivo |
| C        | Lucas Saatkamp | Sesi            | definitivo |
| S        | Thiago Sens    | Funvic          | definitivo |

| Cessioni | Cessioni         | Cessioni           | Cessioni   |
| R.       | Nome             | a                  | Modalità   |
| -------- | ---------------- | ------------------ | ---------- |
| P        | Dante Boninfante | Powervolley Milano | definitivo |
| S        | Yūki Ishikawa    | Chūō Daigaku       | definitivo |
| S        | Uroš Kovačević   | BluVolley Verona   | definitivo |
| C        | Andrea Sala      | Milano             | definitivo |
| C        | Pieter Verhees   | Milano             | definitivo |

## Risultati

### Serie A1

#### Girone di andata
| 1ª giornata - 27 ottobre 2015 PalaPanini, Modena                 | Modena           | 3 - 2 | Molfetta           | 25-23, 29-27, 22-25, 21-25, 15-8  |
| 2ª giornata - 1º novembre 2015 PalaOlimpia, Verona               | BluVolley Verona | 0 - 3 | Modena             | 19-25, 17-25, 17-25               |
| 3ª giornata - 8 novembre 2015 PalaPanini, Modena                 | Modena           | 3 - 0 | Powervolley Milano | 25-15, 25-21, 25-12               |
| 4ª giornata - 11 novembre 2015 Palazzetto dello Sport, Monza     | Milano           | 1 - 3 | Modena             | 25-23, 18-25, 20-25, 17-25        |
| 5ª giornata - 15 novembre 2015 PalaPanini, Modena                | Modena           | 3 - 0 | Top Volley Latina  | 25-20, 25-20, 25-23               |
| 6ª giornata - 22 novembre 2015 PalaTrento, Trento                | Trentino         | 3 - 2 | Modena             | 25-23, 19-25, 21-25, 25-20, 15-10 |
| 7ª giornata - 25 novembre 2015 PalaPanini, Modena                | Modena           | 3 - 1 | Piacenza           | 20-25, 25-20, 25-16, 25-17        |
| 8ª giornata - 29 novembre 2015 PalaCivitanova, Civitanova Marche | Lube             | 2 - 3 | Modena             | 22-25, 19-25, 25-18, 25-19, 15-17 |
| 9ª giornata - 6 dicembre 2015 PalaPanini, Modena                 | Modena           | 3 - 1 | Sir Safety Perugia | 25-19, 27-25, 23-25, 25-23        |
| 10ª giornata - 8 dicembre 2015 PalaPanini, Modena                | Modena           | 3 - 1 | Porto Robur Costa  | 22-25, 30-28, 25-21, 25-19        |
| 11ª giornata - 13 dicembre 2015 PalaSanLazzaro, Padova           | Padova           | 0 - 3 | Modena             | 20-25, 18-25, 23-25               |

#### Girone di ritorno
| 12ª giornata - 20 dicembre 2016 PalaPoli, Molfetta       | Molfetta           | 0 - 3 | Modena           | 25-27, 22-25, 20-25               |
| 13ª giornata - 17 gennaio 2016 PalaPanini, Modena        | Modena             | 3 - 2 | BluVolley Verona | 25-19, 21-25, 21-25, 25-18, 18-16 |
| 14ª giornata - 24 gennaio 2016 PalaBorsani, Castellanza  | Powervolley Milano | 0 - 3 | Modena           | 18-25, 19-25, 15-25               |
| 15ª giornata - 31 gennaio 2016 PalaPanini, Modena        | Modena             | 3 - 0 | Milano           | 25-22, 25-22, 28-26               |
| 16ª giornata - 3 febbraio 2016 PalaBianchini, Latina     | Top Volley Latina  | 1 - 3 | Modena           | 25-23, 19-25, 23-25, 22-25        |
| 17ª giornata - 11 febbraio 2016 PalaPanini, Modena       | Modena             | 2 - 3 | Trentino         | 25-20, 22-25, 17-25, 25-19, 9-15  |
| 18ª giornata - 14 febbraio 2016 PalaBanca, Piacenza      | Piacenza           | 0 - 3 | Modena           | 20-25, 20-25, 19-25               |
| 19ª giornata - 21 febbraio 2016 PalaPanini, Modena       | Modena             | 1 - 3 | Lube             | 20-25, 27-29, 31-29, 22-25        |
| 20ª giornata - 24 febbraio 2016 PalaEvangelisti, Perugia | Sir Safety Perugia | 2 - 3 | Modena           | 24-26, 25-18, 19-25, 25-20, 13-15 |
| 21ª giornata - 28 febbraio 2016 PalaGalassi, Forlì       | Porto Robur Costa  | 1 - 3 | Modena           | 24-26, 16-25, 25-22, 20-25        |
| 22ª giornata - 6 marzo 2016 PalaPanini, Modena           | Modena             | 1 - 3 | Padova           | 25-17, 21-25, 19-25, 11-25        |

#### Play-off scudetto
| Quarti di finale (gara 1) - 10 marzo 2016 PalaPanini, Modena     | Modena             | 3 - 0 | Padova             | 25-20, 34-32, 25-20               |
| Quarti di finale (gara 2) - 13 marzo 2016 PalaSanLazzaro, Padova | Padova             | 3 - 1 | Modena             | 19-25, 25-22, 25-21, 26-24        |
| Quarti di finale (gara 3) - 20 marzo 2016 PalaPanini, Modena     | Modena             | 3 - 1 | Padova             | 25-18, 22-25, 25-15, 25-20        |
| Quarti di finale (gara 4) - 27 marzo 2016 PalaSanLazzaro, Padova | Padova             | 2 - 3 | Modena             | 25-21, 23-25, 25-20, 23-25, 12-15 |
| Semifinali (gara 1) - 9 aprile 2016 PalaPanini, Modena           | Modena             | 3 - 1 | Trentino           | 23-25, 26-24, 25-19, 25-16        |
| Semifinali (gara 2) - 12 aprile 2016 PalaTrento, Trento          | Trentino           | 2 - 3 | Modena             | 25-21, 17-25, 25-21, 22-25, 12-15 |
| Semifinali (gara 3) - 21 aprile 2016 PalaPanini, Modena          | Modena             | 1 - 3 | Trentino           | 21-25, 23-25, 25-22, 23-25        |
| Semifinali (gara 4) - 25 aprile 2016 PalaTrento, Trento          | Trentino           | 1 - 3 | Modena             | 25-27, 25-21, 20-25, 19-25        |
| Finale (gara 1) - 1º maggio 2016 PalaPanini, Modena              | Modena             | 3 - 0 | Sir Safety Perugia | 25-19, 25-17, 27-25               |
| Finale (gara 2) - 5 maggio 2016 PalaEvangelisti, Perugia         | Sir Safety Perugia | 2 - 3 | Modena             | 25-21, 17-25, 26-24, 23-25, 10-15 |
| Finale (gara 3) - 8 maggio 2016 PalaPanini, Modena               | Modena             | 3 - 2 | Sir Safety Perugia | 23-25, 25-20, 17-25, 25-16, 15-13 |

### Coppa Italia

#### Fase a eliminazione diretta
| Quarti di finale (andata) - 22 dicembre 2015 Palazzetto dello Sport, Monza | Milano | 2 - 3 | Modena             | 24-26, 20-25, 29-27, 25-22, 13-15 |
| Quarti di finale (ritorno) - 14 gennaio 2016 PalaPanini, Modena            | Modena | 3 - 1 | Milano             | 25-22, 23-25, 25-20, 25-21        |
| Semifinali - 6 febbraio 2016 Mediolanum Forum, Assago                      | Modena | 3 - 1 | Sir Safety Perugia | 20-25, 25-16, 25-22, 25-22        |
| Finale - 7 febbraio 2016 Mediolanum Forum, Assago                          | Modena | 3 - 0 | Trentino           | 25-19, 25-22, 25-13               |

### Supercoppa italiana

#### Fase a eliminazione diretta
| Quarti di finale - 24 ottobre 2015 PalaPanini, Modena | Trentino | 2 - 3 | Modena | 37-35, 23-25, 23-25, 25-23, 11-15 |

### Champions League

#### Fase a gironi
| 1ª giornata - 5 novembre 2015 Arena Stožice, Lubiana           | ACH Volley   | 0 - 3 | Modena       | 25-27, 15-25, 17-25               |
| 2ª giornata - 19 novembre 2015 PalaPanini, Modena              | Modena       | 3 - 0 | Trefl Gdańsk | 25-16, 30-28, 25-12               |
| 3ª giornata - 3 dicembre 2015 PalaPanini, Modena               | Modena       | 3 - 0 | Vojvodina    | 25-6, 25-14, 27-25                |
| 4ª giornata - 16 dicembre 2015 Centro Sportivo SPENS, Novi Sad | Vojvodina    | 0 - 3 | Modena       | 21-25, 22-25, 14-25               |
| 5ª giornata - 21 gennaio 2016 Ergo Arena, Danzica              | Trefl Gdańsk | 3 - 2 | Modena       | 25-22, 21-25, 26-24, 22-25, 15-13 |
| 6ª giornata - 26 gennaio 2016 PalaPanini, Modena               | Modena       | 3 - 0 | ACH Volley   | 25-20, 25-23, 25-17               |

#### Fase a eliminazione diretta
| Play-off a 12 (andata) - 17 febbraio 2016 Başkent Voleybol Salonu, Ankara | Halkbank | 3 - 0 | Modena   | 25-20, 25-21, 25-13              |
| Play-off a 12 (ritorno) - 3 marzo 2016 PalaPanini, Modena                 | Modena   | 3 - 2 | Halkbank | 22-25, 25-20, 25-21, 17-25, 15-9 |

## Statistiche

### Statistiche di squadra
| Competizione        | Punti | In casa | In casa | In casa | In trasferta | In trasferta | In trasferta | Totale | Totale | Totale |
| Competizione        | Punti | G       | V       | P       | G            | V            | P            | G      | V      | P      |
| ------------------- | ----- | ------- | ------- | ------- | ------------ | ------------ | ------------ | ------ | ------ | ------ |
| Serie A1            | 52    | 17      | 13      | 4       | 16           | 14           | 2            | 33     | 27     | 6      |
| Coppa Italia        | -     | 1       | 1       | 0       | 1            | 1            | 0            | 4      | 4      | 0      |
| Supercoppa italiana | -     | -       | -       | -       | -            | -            | -            | 1      | 1      | 0      |
| Champions League    | 16    | 4       | 4       | 0       | 4            | 2            | 2            | 8      | 6      | 2      |
| Totale              | -     | 22      | 18      | 4       | 21           | 17           | 4            | 46     | 38     | 8      |

G = partite giocate; V = partite vinte; P = partite perse

### Statistiche dei giocatori
| Giocatore     | Serie A1 | Serie A1 | Serie A1 | Serie A1 | Serie A1 | Coppa Italia | Coppa Italia | Coppa Italia | Coppa Italia | Coppa Italia | Supercoppa italiana | Supercoppa italiana | Supercoppa italiana | Supercoppa italiana | Supercoppa italiana | Champions League | Champions League | Champions League | Champions League | Champions League | Totale | Totale | Totale | Totale | Totale |
| Giocatore     | P        | PT       | AV       | MV       | BV       | P            | PT           | AV           | MV           | BV           | P                   | PT                  | AV                  | MV                  | BV                  | P                | PT               | AV               | MV               | BV               | P      | PT     | AV     | MV     | BV     |
| ------------- | -------- | -------- | -------- | -------- | -------- | ------------ | ------------ | ------------ | ------------ | ------------ | ------------------- | ------------------- | ------------------- | ------------------- | ------------------- | ---------------- | ---------------- | ---------------- | ---------------- | ---------------- | ------ | ------ | ------ | ------ | ------ |
| E. Bossi      | 28       | 108      | 84       | 22       | 2        | 2            | 0            | 0            | 0            | 0            | 1                   | 1                   | 0                   | 1                   | 0                   | 7                | 15               | 10               | 5                | 0                | 38     | 124    | 94     | 28     | 2      |
| A. Casadei    | 12       | 32       | 25       | 4        | 3        | 2            | 2            | 2            | 0            | 0            | 0                   | 0                   | 0                   | 0                   | 0                   | 1                | 15               | 10               | 3                | 2                | 15     | 49     | 37     | 7      | 5      |
| B. de Rezende | 33       | 112      | 43       | 28       | 41       | 2            | 21           | 10           | 6            | 5            | 1                   | 6                   | 4                   | 2                   | 0                   | 8                | 21               | 6                | 5                | 10               | 44     | 160    | 63     | 41     | 56     |
| F. Donadio    | 13       | 1        | -        | -        | 1        | 0            | -            | -            | -            | -            | 0                   | -                   | -                   | -                   | -                   | 2                | -                | -                | -                | -                | 15     | 1      | -      | -      | 1      |
| E. N'Gapeth   | 29       | 525      | 441      | 31       | 53       | 4            | 62           | 53           | 5            | 4            | 1                   | 16                  | 16                  | 0                   | 0                   | 7                | 96               | 74               | 10               | 12               | 41     | 699    | 584    | 46     | 69     |
| M. Nikić      | 30       | 186      | 150      | 21       | 15       | 4            | 22           | 19           | 2            | 1            | 1                   | 16                  | 12                  | 4                   | 0                   | 7                | 50               | 45               | 3                | 2                | 42     | 274    | 226    | 30     | 18     |
| S. Onwuelo    | 2        | 10       | 8        | 1        | 1        | -            | -            | -            | -            | -            | -                   | -                   | -                   | -                   | -                   | 0                | 0                | 0                | 0                | 0                | 2      | 10     | 8      | 1      | 1      |
| N. Petrić     | 20       | 188      | 160      | 14       | 14       | 4            | 18           | 17           | 1            | 0            | 1                   | 0                   | 0                   | 0                   | 0                   | 5                | 47               | 40               | 3                | 4                | 30     | 253    | 217    | 18     | 18     |
| M. Piano      | 19       | 104      | 61       | 29       | 14       | 4            | 30           | 13           | 13           | 4            | 1                   | 9                   | 7                   | 2                   | 0                   | 6                | 37               | 22               | 15               | 0                | 30     | 180    | 103    | 59     | 18     |
| R. Pinali     | 1        | 8        | 8        | 0        | 0        | -            | -            | -            | -            | -            | -                   | -                   | -                   | -                   | -                   | -                | -                | -                | -                | -                | 1      | 8      | 8      | 0      | 0      |
| S. Rossini    | 33       | -        | -        | -        | -        | 4            | -            | -            | -            | -            | 1                   | -                   | -                   | -                   | -                   | 8                | -                | -                | -                | -                | 46     | -      | -      | -      | -      |
| L. Saatkamp   | 33       | 411      | 328      | 50       | 33       | 4            | 56           | 40           | 10           | 6            | 1                   | 17                  | 13                  | 4                   | 0                   | 8                | 74               | 57               | 10               | 7                | 46     | 558    | 438    | 74     | 46     |
| L. Sartoretti | 12       | 12       | 8        | 1        | 3        | 0            | 0            | 0            | 0            | 0            | 0                   | 0                   | 0                   | 0                   | 0                   | 2                | 0                | 0                | 0                | 0                | 14     | 12     | 8      | 1      | 3      |
| T. Sens       | 10       | 15       | 13       | 2        | 0        | -            | -            | -            | -            | -            | -                   | -                   | -                   | -                   | -                   | -                | -                | -                | -                | -                | 10     | 15     | 13     | 2      | 0      |
| N. Sighinolfi | 11       | 6        | 0        | 0        | 6        | 1            | 0            | 0            | 0            | 0            | 0                   | 0                   | 0                   | 0                   | 0                   | 1                | 1                | 0                | 0                | 1                | 13     | 7      | 0      | 0      | 7      |
| P. Soli       | 2        | 4        | 3        | 0        | 1        | 0            | 0            | 0            | 0            | 0            | 1                   | 0                   | 0                   | 0                   | 0                   | 1                | 0                | 0                | 0                | 0                | 4      | 4      | 3      | 0      | 1      |
| L. Vettori    | 33       | 480      | 408      | 28       | 44       | 4            | 66           | 56           | 7            | 3            | 1                   | 30                  | 25                  | 2                   | 3                   | 7                | 89               | 75               | 8                | 6                | 45     | 665    | 564    | 45     | 56     |

P = presenze; PT = punti totali; AV = attacchi vincenti; MV = muri vincenti; BV = battute vincenti